# Zastava
A Zastava Automobili (cirill betűkkel Застава Аутомобили; a „zasztava” szó magyar jelentése „zászló”) a szerbiai Kragujevac-ban, Belgrádtól 138 km-re délkeletre található, a Zastava-csoport részét képező, 2017 májusában csődöt jelentő autógyár volt.
Az 1953-ban a Jugoszláv Szocialista Szövetségi Köztársaságban „Zavodi Crvena Zastava” („Vörös Zászló Gyárak”) néven alapított üzem az egykori Jugoszláv Királyság területén működő teherautógyár, a „Vojno-Tehnički Zavod” (”Haditechnikai Intézet”) jogutódja.
A gyár 2008-ban időszakosan szüneteltette a járműgyártást; helyét a FIAT Krajsler Automobili Srbija vette át, amely többek között a Fiat 500L modell gyártásával foglalkozik.
A Zastava Automobili társvállalata, a Zastava Arms a mai napig gyárt fegyvereket; háborúk idején kézifegyvereket és gépkarabélyokat készítettek, manapság pedig vadászati célra és agyaggalamb-lövészetre szánt sport- és hobbifegyvereket gyártanak.

## Járművek
A cég 1955-ben állt össze a Fiattal, hogy autókat szereljen össze a kelet-európai piacra.

### A Fiat 500 modell gyártása

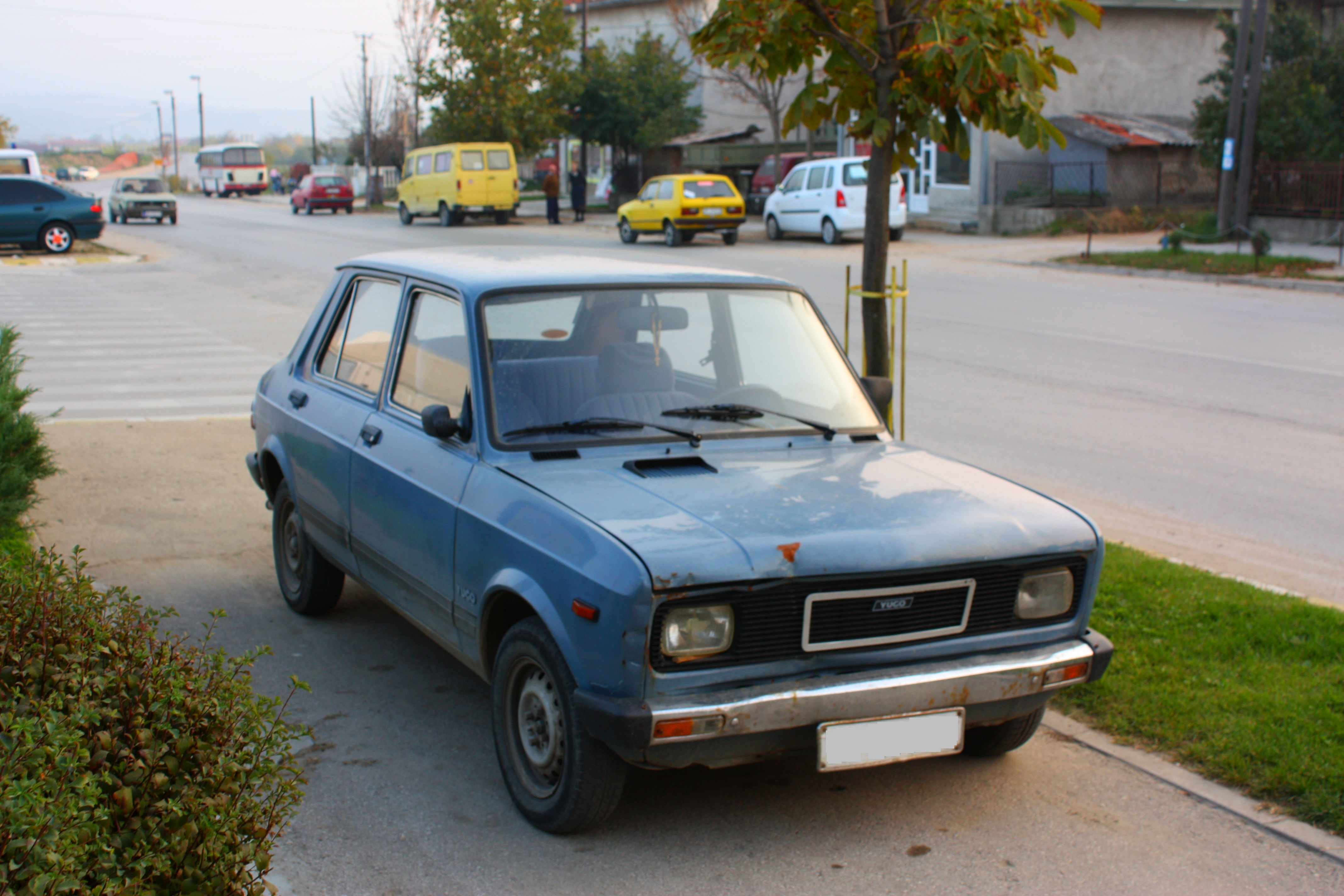
Yugo Szerbiában, a 2008-as évben is előszeretettel rótták a szerb utakat

A hetvenes, nyolcvanas években a cég legfőbb profilja a Fiat 128 módosított változatának gyártása volt. A Zastavákat Nyugat-Európában és az Egyesült Államokban Yugo néven értékesítették.
A hadiipari érdekeltségei miatt az 1999-es jugoszláv háború alatt egy NATO-akcióban a gyárat mint hadiüzemet lebombázták. A 175 millió eurós károkat szenvedő Zastava autógyártó részlege 4500 főt foglalkoztat és 13 500 gépjárművet állított elő 2004-ben.
2005 szeptemberben a cég aláírt egy új szerződést a Fiattal, mely alapján évi 16 000 Punto-t gyártanak Zastava 10 néven. A megállapodás szerint a Zastava a Punto-k összeszerelésének teljes licencét megkapja majd, de csak fokozatosan kezdik el a különböző alkatrészek gyártását. Első lépésként a Zastava munkásait kiküldik a FIAT üzemeibe, hogy a helyszínen sajátítsák el a gyártási technológiát.
A tervek szerint a gyár 5000-8000 gépkocsit szerel majd össze évenként, ami nagyjából lefedi Szerbia e típus iránti keresletét. A gépkocsi 8000 euróba kerül majd, azaz 200 euróval drágább lesz, mint a Renault által a romániai Dacia üzemében gyártott Logan. A megállapodást egy évvel azután kötötte meg a FIAT és a Zastava, hogy az olasz autógyártó leírta a szerbiai cég 42 millió eurós adósságának 72,5%-át. A fennmaradó 11,5 millió eurót 2006 végéig kell a Zastavának visszafizetnie. A Zastava továbbra is fenntartja magának azt a jogot, hogy más autógyártókkal is tárgyaljon az esetleges együttműködésről, az egyik ilyen potenciális partner a Genaral Motors európai részlege, az Opel lehet. Az aláírt szerződések értelmében a Zastava gyárban 2008-ban megkezdődik az Opel Astra G összeszerelése.
Az üzem kapacitása 60 ezer gépkocsi évente, de ezt az alacsony kereslet miatt manapság nem tudják kihasználni.
Zastava néven jelenleg Iveco kisteherautók is készülnek; illetve az "eredeti" Iveco-ban is előfordulnak szerb alkatrészek.

## Modelltörténet

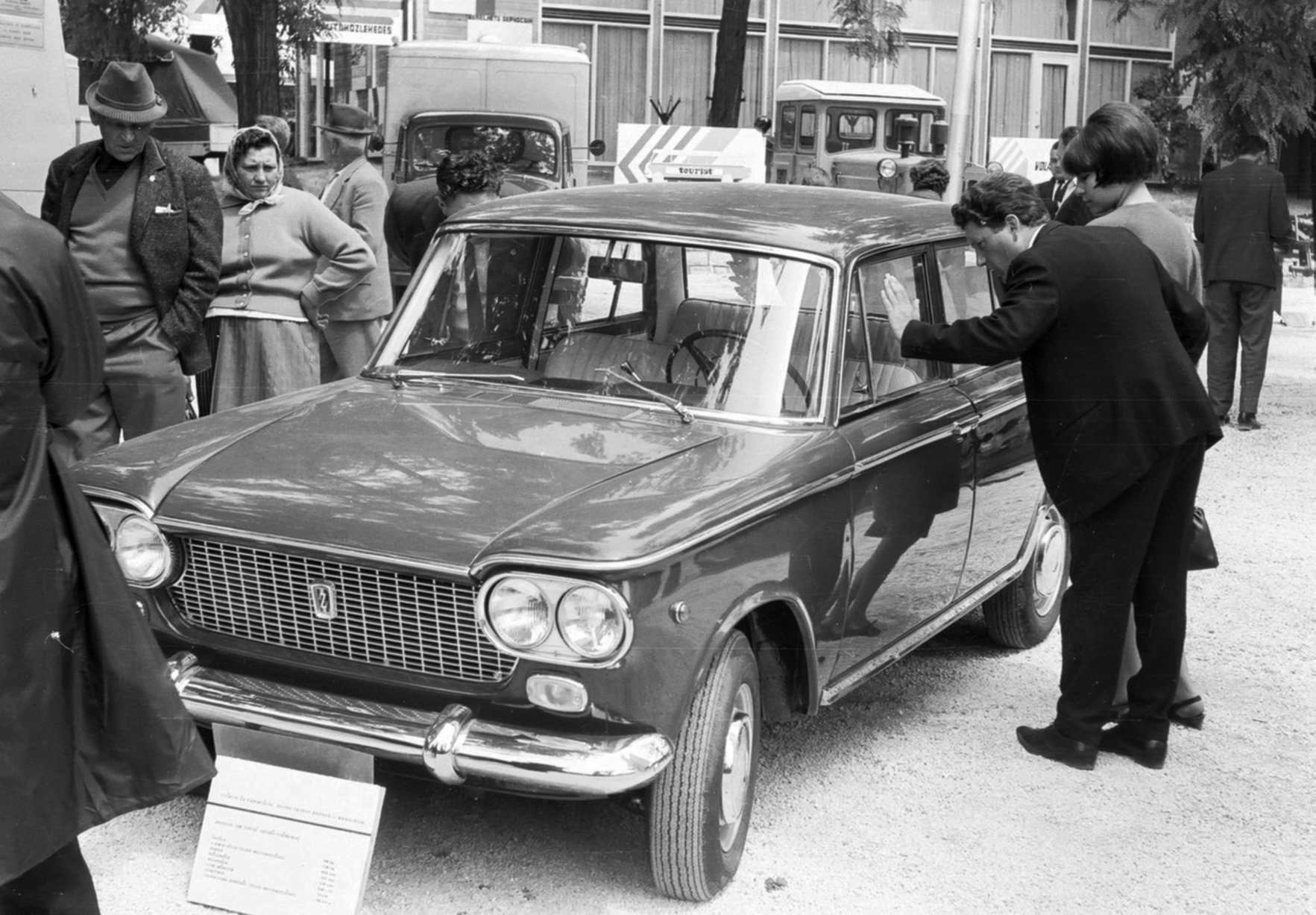
A Zastava 1300-as bemutatója Budapesten 1966-ban

Az 1950-es évektől a Fiat ismét jövedelmező óriásvállalatnak számított, az olasz gazdasági csoda egyik fontos ágazatává vált. Nem csoda, hogy Lengyelország, Jugoszlávia és nem utolsósorban a Szovjetunió is felfigyelt a világviszonylatban is kimagasló eredményekre.
A Fiat 1959-től 1965-ig megötszörözte – 148 000 darabról 760 000 darabra növelte – termelési mennyiségét. Olaszország az autótulajdonosok országává vált, amelyhez nagyban hozzájárult az 1955-ben bemutatkozó Fiat 600-as, a farmotoros törpeautó, amit két év múlva a Nuova 500-as követett. Ebben az időszakban olyan legendás modellek gördültek még le a futószalagokról, mint a Fiat 1800-as, az 1300-as és az 1500-as. A formatervezés a 60-as évek közepétől az autógyártás megkülönböztetett részévé vált, amelynek úttörője Dante Giacosa és Andrea Pininfarina volt.
1967 – Fiat 124 (1. helyezés), 1968 – Fiat 125 (2. helyezés), 1970. év – Fiat 128 (1. helyezés) a Fiat egyedülálló győzelme a nemzetközi autópiacon. Az 1969-ben sorozatgyártásra kerülő Fiat 128, a korábbi Fiat modellekkel szemben, még több újdonságot tartalmazott.

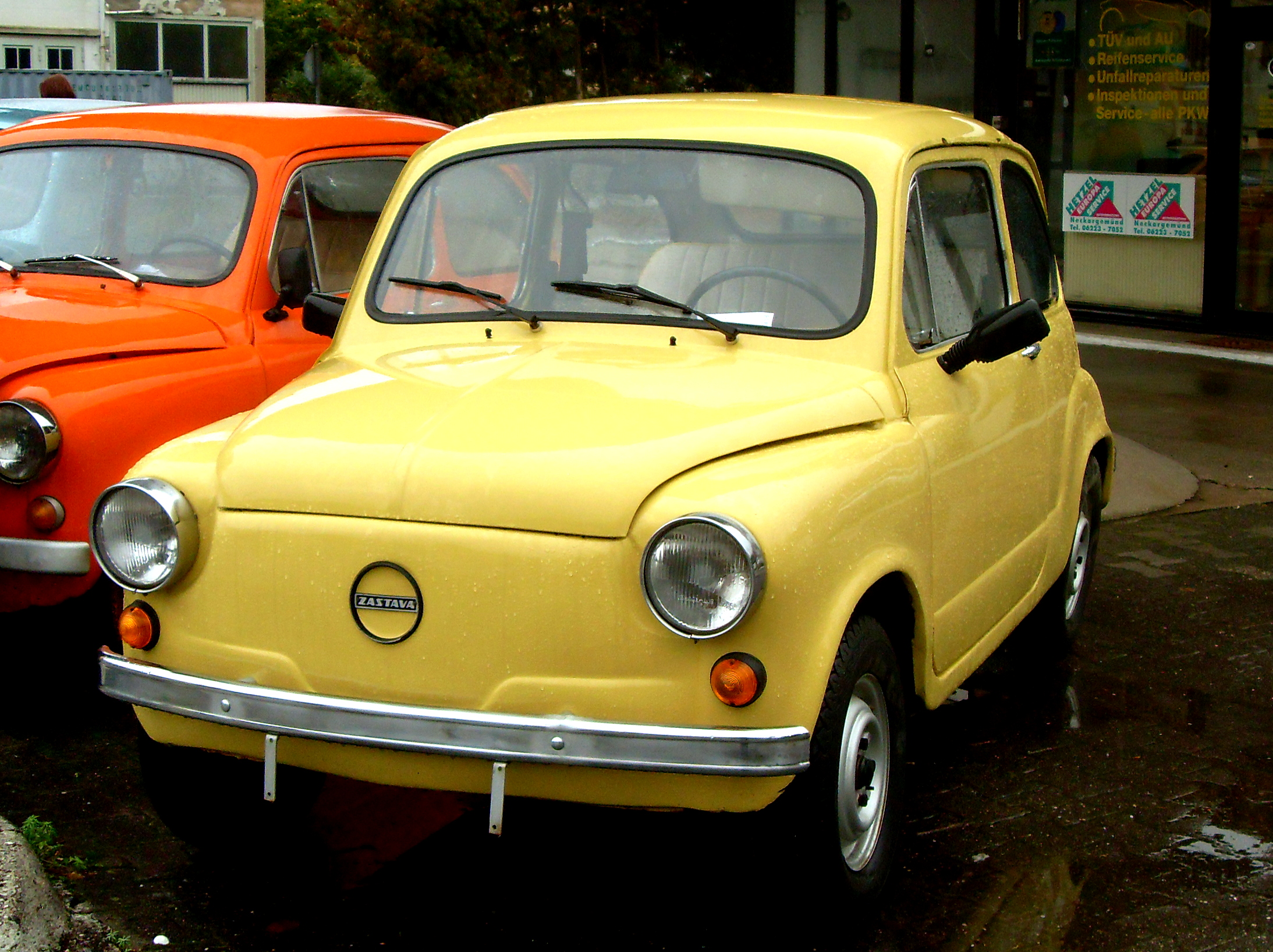
Zastava 750 LE

A Zastava gyár licencvásárlása a Fiat 600-as sikerszéria után magában hordozta az újabb siker biztosítékait.
Az 1960-as évek elején a Fiat konszern tervezői egy titokzatos Fiat X1/1 elnevezésű modellen kezdtek el dolgozni.
Az ötlet Dante Giacosa fejéből pattant ki. Giacosa az akkori korszerű motorizációs fejlesztéseket vette alapul. Az elgondolás a következő volt: olyan autót építeni, amelyen az első kereket meghajtó motort a menetiránnyal merőlegesen helyezik el. Hasonló gépjárműveket 1911-ben is készítettek, illetve az 1930-as években a DKW, majd 1947-től a SAAB is használta a konstrukciót az autóépítésben. A DKW és SAAB motorok ugyan kétüteműek voltak, de 1959-ben Sir Alec Issigonis már négyütemű motort helyezett el keresztirányban a Mini Cooper első kerekei közé.
A Fiat 128, vagy jugoszláv nevén Zastava 1100 karosszériája a kombi és a szedán konstrukciók között helyezhető el. Az egyedi kialakítást ma hatchbacknek, régebben Berlina kialakításnak nevezték. A Fiat 128-at megelőzően Olaszországban az Autobianchi Primula 1966-ban gyártott keresztmotoros autókat. Az egyre idősebbé váló Zastava 600, majd 750-es Zastava szériamodellek alapján Giacosa már a tervezés szakaszában számított arra, hogy az új 128-asok gyártására a jugoszláviai Crvena Zastava (Vörös Zászló) üzemben fog sor kerülni.
A Zastava gyári jele 101 volt. Az 1970-es években megszületett a két újabb karosszériakoncepció. Az ötajtós Berlinát 1971. október 15-én mutatták be Belgrádban az autóexpó rendezvényen. Az első széria elnevezése NV – szerb elnevezéssel „népautó” volt.
Az autót 1116 cm3-es 55 lóerős motor hajtotta, 140 km/h végsebességgel. A Fiat 128-at akkoriban „kis torinói”-nak nevezték. A látványos karosszéria formatervét Paolo Boano jegyezte, az akkori Fiat formatervező főnöke volt. A Fiat 128 légellenállási mutatója (Cx) 0,43, amely a 127-es esetén 0,45, a Fiat 126 esetén is csak 0,47 volt.
A Fiat azt szerette volna, hogy a világ több pontján is legyenek 128-as gyárak, így Argentínában, Ausztráliában, Lengyelországban, Spanyolországban (SEAT), Egyiptomban (El Naszr) újabb gyártóbázisok jöttek létre.
Olaszországban a 128-asokat Innocenti márkanéven árusították, a Fiat szalonok prospektusaiban Fiat 128 Z és 1100 Z néven szerepelt a forradalmian új „Small family car” kategóriába sorolt autó.
A varsói FSO-nál gyártott Zastava 1100-as modellek elsősorban a saját piaci igények kielégítését szolgálták. 1982-83-ig Lengyelországban csak konvertibilis valutáért lehetett a modelleket megvásárolni.
Az FSO-nak a gyártás elindításakor voltak némi nehézségei a Zastavával, azaz a Fiat 128-cal. A lengyel utakon először 1974-ben jelent meg az FSO kisszériás 128-asa, Polski Fiat 128p néven. Jugoszláviában ragaszkodtak az FSO-val korábban kötött megállapodáshoz, amely szerint a Jugoszláviában összeszerelt Polski Fiatok is eredeti márkanevüket megtartották, és csak az utolsó betűjel utalt az összeszerelés helyére (Polski Fiat 125pZ, azaz polski-Zastava). Ennek megfelelően az FSO-nak is a nevet Zastava 1100p-re, azaz 1100 „polskira” kellett megváltoztatnia.
Miután Lengyelországban az 1980-as évek második felében befejezték a Zastava gyártását, Jugoszláviában a gyártás tovább folytatódott. Megjelentek a pick-up és szedán változatok, amely utóbbi kísértetiesen megegyezett a Fiat 128 lépcsős hátú változatával.
A Zastava gyártásának utolsó előtti periódusában, az 1980-as évek közepén az új kragujevaci autók Zastava GTL néven jelentek meg a piacon, majd az 1980-as évek végén, illetve az 1990-es évek elején Yugo Skala néven folytatták karrierjüket. Az Egyesült Államokba 1986-tól exportálták. Az utolsó szériában készített Yugók a klasszikus 55 lóerős teljesítményű motorok mellett 1302 cm3 motorral 64 lóerős kivitelben is készültek.
2008-ban a Fiat 128 helyett már a Fiat Punto mintájára készültek a Zastavák. Az típus gyártásának a 2008-as gazdasági válság vetett véget
2024-ben már elektromos meghajtású Fiat Grande Panda típusú autók készülnek az olasz autógyár kragujevac-i üzemében.

## Fegyverek
A cég gyárt fegyvereket is, általában német és orosz tervek alapján, például: LKP-66 sportpuska (félautomata orosz SKS), LKP-96 (AK-47), LP M70 és M85 sorozat (a német Mauser 98 alapján).

Megállapodás készül az amerikai Remington fegyvergyárral, hogy sportfegyvereket szállítsanak az Egyesült Államokba. A koszovói háború során Szerbia bombázása idején komoly sérülések érték a gyárat.

## Kapcsolódó szócikk
- Zastava M93